# CF 이스트렐라 다 아마도라
클루브 포트발 이스트렐라 다 아마도라(Club Football Estrela da Amadora)는 리스본의 북서쪽에 위치한 아마도라를 연고지로 하는 포르투갈의 축구 클럽이다.
이스트렐라의 전신 팀은 1932년에 창단하여 2011년에 재정난으로 파산한 클루브 드 푸테볼 이스트렐라 다 아마도라(Clube de Futebol Estrela da Amadora)로 현재의 클럽은 2020년에 CD 이스트렐라(Clube Desportivo Estrela)와 클루브 신트라 포트발(Club Sintra Football)의 합병으로 창단되었다.

## 역사
전신 팀이었던 CF 이스트렐라 다 아마도라(Clube de Futebol Estrela da Amadora)가 재정난으로 파산하며 해체하자 서포터들은 CD 이스트렐라를 새로 창단하여 유소년팀과 구단 내 다른 스포츠팀을 포함해 구단의 전통을 유지하였다.
CD 이스트렐라는 2018년에 성인팀을 만들어 리스본 축구 협회가 주관하는 지역 대회에 참가하기 시작했다. 2020년 7월, 전체 회원의 92% 찬성으로 클루브 신트라 포트발과 합병하였고 신트라가 소속되어 있던 포르투갈의 3부 리그인 캄페오나투 드 포르투갈에 대체하여 참가했다. 이후에 SAD(포르투갈의 스포츠 공개유한회사)를 설립하여 안드레 헤랄데스가 초대 회장으로 추대되었다. 전신 팀이었던 CF 이스트렐라의 엠블럼도 다시 취득하여 사용하기 시작했지만 공식적으로는 전신 팀들의 전통성은 인정되지 않았기 때문에 완전히 새로운 클럽이 되었다.
첫 시즌에는 캄페오나투 드 포르투갈에서 G조 1위로 승격 시리즈에 진출해서 남부 지역 1위로 리가 포르투갈 2로 승격하였다.
2022-23 시즌에는 3위로 승강 플레이오프에 진출하였다. 승강 플레이오프에서는 CS 마리티무와 경기를 가졌으며, 1차전에서는 2-1로 승리하였고 2차전에서는 1-2로 연장전에 돌입해 승부차기에서 3-2로 승리하며 마리티무를 누르고 1부 리그인 리가 포르투갈로 승격하였다.

## 성적
| 시즌    | 리그 | 순위 | 경기수 | 승 | 무 | 패 | 득 | 실 | 승점           | FA컵    | 리그컵  | 비고              |
| ------- | ---- | ---- | ------ | -- | -- | -- | -- | -- | -------------- | ------- | ------- | ----------------- |
| 2020–21 | CP   | 2    | 58     | 38 | 14 | 6  | 86 | 34 | 53 (정규 시즌) | 16강    |         | 승격              |
| 2021–22 | 2D   | 14   | 34     | 9  | 10 | 15 | 42 | 55 | 37             | 4라운드 | 2라운드 |                   |
| 2022–23 | 2D   | 3    | 34     | 16 | 15 | 3  | 55 | 33 | 63             | 2라운드 | C조 3위 | 플레이오프로 승격 |
| 2023–24 | 1D   |      |        |    |    |    |    |    |                |         |         |                   |

## 선수 명단

### 현역
참고: FIFA 자격 규정에 따라 소속된 국가대표팀 국기를 표시합니다. 선수는 복수의 FIFA 비회원국 국적을 가지고 있을 수 있습니다.
| 번호 | 포지션 | 국적     | 이름        |
| ---- | ------ | -------- | ----------- |
| 17   | FW     | 앙골라   | 치코 반자   |
| 20   | DF     | 콜롬비아 | 후안 미나   |
| 26   | MF     |          | 레오넬 부카 |

| 번호 | 포지션 | 국적     | 이름                 |
| ---- | ------ | -------- | -------------------- |
| 89   | MF     | 싱가포르 | 누르 무하마드 아시스 |

## 역대 감독
| 감독            | 임기        |
| --------------- | ----------- |
| 페르난두 산투스 | 1994 ~ 1998 |
| 조르즈 제주스   | 1998 ~ 2000 |
| 조르즈 제주스   | 2002 ~ 2003 |
| 안토니우 벨로주 | 2009 ~ 2010 |

틀:CF 이스트렐라 다 아마도라 선수 명단